# Pardosa yadongensis
Pardosa yadongensis là một loài nhện trong họ Lycosidae. Loài này phân bố ở Trung Quốc.